# George Renwick
George Russell Renwick (ur. 7 sierpnia 1901 w Marylebone, zm. 25 lipca 1984 w Chichesterze) – brytyjski lekkoatleta (sprinter), medalista olimpijski z 1924.
Na igrzyskach olimpijskich w 1924 w Paryżu zdobył brązowy medal w sztafecie 4 × 400 metrów za zespołami Stanów Zjednoczonych i Szwecji (sztafeta brytyjska biegła w składzie: Edward Toms, Renwick, Richard Ripley i Guy Butler). Na tych samych igrzyskach Renwick startował również w biegu na 400 metrów, dochodząc do ćwierćfinału.
Podczas igrzysk olimpijskich w Paryżu poprawił rekord Wielkiej Brytanii w sztafecie 4 × 400 metrów, uzyskując czas 3:17,4.
Pracował jako nauczyciel, a później dyrektor szkoły. W 1926 napisał książkę Athletics for Boys.